# 123 Brunhild
123 Brunhild (in italiano 123 Brunilde) è un piccolo e tipico asteroide roccioso di tipo S che orbita all'interno della Fascia principale.
Brunhild fu scoperto il 31 luglio 1872 da Christian Heinrich Friedrich Peters dall'osservatorio dell'Hamilton College di Clinton (New York, USA). Fu battezzato così in onore di Brunilde, una Valchiria della mitologia norrena.